# UEFA Women’s Europa Cup 2025/26
Der UEFA Womenʼs Europa Cup 2025/26 ist ein erstmals ausgespielter Fußball-Wettbewerb für Frauen-Klubmannschaften. Der UEFA Women’s Europa Cup wird von der UEFA organisiert und ist unterhalb der UEFA Women’s Champions League angesiedelt. Geschaffen wurde er, um Teams aus kleineren Nationen mehr internationale Spiele zu ermöglichen. Die deutsche Frauen-Bundesliga und andere Top-Ligen erhalten in diesem Wettbewerb keine fixen Startplätze, können sich aber nach einer missglückten Champions-League-Qualifikation für diesen Wettbewerb qualifizieren.
Der Wettbewerb besteht nur aus K.-o.-Spielen, die inklusive des Finals mit Hin- und Rückspiel ausgetragen werden.
Der Sieger des Wettbewerbs erhält einen Startplatz in der letzten Qualifikationsrunde zur nächsten Champions League Saison.

## Teilnehmende Teams
13 Verbände bekommen einen fixen Startplatz. Aufgefüllt wird dann mit Mannschaften, die sich in der Qualifikation der Champions League nicht durchsetzen konnten. „Absteiger“ von dort sind prinzipiell alle Teams, die mindestens die zweite Qualifikationsrunde erreichen und dort nicht Vierter werden.
| 1. Runde (22 Teams) | 2. Runde (32 Teams)                                                                           |
| --- | --------------------------------------------------------------------------------------------- |
| Ajax Amsterdam HB Køge Rosenborg Trondheim SK Sturm Graz Kolos Kowaliwka Grasshopper Club Zürich FK Spartak Subotica FK Partizani Tirana Aris Limassol RSC Anderlecht Kuopion PS +11 Drittplatzierte CL 2. Runde | 1. FC Slovácko 1 +11 Sieger 1. Runde +11 Zweitplatzierte CL 2. Runde +9 Verlierer CL 3. Runde |

## Zeitplan
Die Auslosungen und Spielrunden sollen an folgenden Terminen stattfinden:
| Phase         | Runde         | Datum der Auslosung      | Hinspiele                | Rückspiele             |
| ------------- | ------------- | ------------------------ | ------------------------ | ---------------------- |
| Qualifikation | 1. Runde      | 31. August 2025          | 10./11. September 2025   | 17./18. September 2025 |
| Qualifikation | 2. Runde      | 19. September 2025 (TBC) | 7./8. Oktober 2025       | 15./16. Oktober 2025   |
| K.-o.-Phase   | Achtelfinale  | 17. Oktober 2025         | 11./12. November 2025    | 19./20. November 2025  |
| K.-o.-Phase   | Viertelfinale | 17. Oktober 2025         | 11./12. Februar 2026     | 18./19. Februar 2026   |
| K.-o.-Phase   | Halbfinale    | 17. Oktober 2025         | 24./25. März 2026        | 1./2. April 2026       |
| K.-o.-Phase   | Finale        | 17. Oktober 2025         | 25./26. April 2026 (TBC) | 2./3. Mai 2026 (TBC)   |